# 지역당
지역당(우크라이나어: Партія регіонів 파르티야 레히오니우[*])은 우크라이나의 중도주의, 친러시아주의 정당이다.
1997년 10월 26일에 레오니드 쿠치마 대통령을 지원하는 정치 조직으로 설립되었다. 2002년 총선거에서 정치 연합인 통일 우크라이나를 합병했다. 당원은 구 소련의 관료, 국가 공무원, 우크라이나 동부 출신의 기업인, 지방 자치체의 행정관의 자손들이 절대다수를 차지했다. 우크라이나 동부에 거주하는 러시아계 주민들을 지지 기반으로 했기 때문에 친(親)러시아적인 외교 정책을 주장했다.
지역당 소속인 빅토르 야누코비치는 2010년 2월 8일에 실시된 우크라이나 대통령 선거 결선 투표에서 당선되었다. 이 정당은 2010년부터 2014년까지 우크라이나에서 2위를 차지하고 있던 율리야 티모셴코 블록과는 거의 경쟁 상태였다.
2014년 우크라이나에서 유로마이단 시위가 터지면서 빅토르 야누코비치 정권이 시위대를 강경 진압하자 키이우 시장을 포함한 많은 당원 및 의원들이 대거 탈당하였고 우크라이나 동부 출신 역시 지역당에서 탈당하게 되었다. 야누코비치의 실각 이후에 치러진 우크라이나 조기 총선에서는 참여를 거부하여 원외정당이 되었다.
러시아-우크라이나 전쟁이 벌어진 이후에 우크라이나 법무부, 우크라이나 보안국이 법원에 지역당의 활동 금지를 요구했다. 2023년 2월 21일에는 우크라이나 제8행정항소법원이 지역당의 활동 금지 결정을 내렸다.

## 같이 보기
- 빅토르 야누코비치
- 리나트 아흐메토프
- 야권전선
- 야권전선 (2019년)
- 인생을 위한 야권연단
- 우크라이나의 정치